# اولف لاندستروم
اولُف لاندستروم (سوئدی: Olof Landström؛ زادهٔ ۹ آوریل ۱۹۴۳) تصویرگرِ کتاب کودکان، اَنیماتور، کارگردان فیلم، تهیه‌کننده فیلم و مؤلف فنلاندی‌الاصل اهلِ سوئد است. ,d وی در ۱۹۹۲ برندهٔ «لوح السا بسکوف» شد.
از فیلم‌ها یا مجموعه‌های تلویزیونی که وی در آن‌ها نقش داشته است، می‌توان به رابرت، مردی که نمی‌خواست بزرگ شود اشاره نمود.